# Frank Agrama
Frank Agrama (eigentlich Farouk Agrama, * 1. Januar 1930 in Alexandria, Ägypten; † 25. April 2023 in Los Angeles, Kalifornien) war ein ägyptisch-US-amerikanischer Film- und Fernsehproduzent sowie Filmregisseur.

## Leben
Agrama studierte an der University of California und begann Ende der 1950er Jahre als Schauspieler in seinem Heimatland; im folgenden Jahrzehnt wechselte er nach Beirut und dort auf Produktions- und Regiestuhl. 1970 ging er nach Italien und schrieb das Drehbuch zu zwei Filmen, bevor er mit L’amico del padrino sein Regiedebüt in Europa gab. Ein obskurer Film unter der Regie von Elfriede Gaeng aus dem Jahr 1974 war seine letzte italienische Produktion.
In England produzierte und inszenierte er den Trashfilm Queen Kong und ging 1979 in die Vereinigten Staaten, wo Die Mumie des Pharao sein erstes Werk darstellt. 1983 gründete er die Produktionsgesellschaft und Verleihfirma Harmony Gold USA und steht ihr bis heute vor. Mit ihr produzierte er zahlreiche phantastische Stoffe und Verfilmungen von Klassikern, darunter Heidi, The lost World und Robotech.
Im Zusammenhang mit Silvio Berlusconis Verurteilung wegen Steuerhinterziehung im Oktober 2012 erhielt auch der an den Vorfällen beteiligte Agrama eine 3-jährige Haftstrafe, jedoch untersagt ein in Italien geltendes Gesetz die Inhaftierung von über 70-jährigen Personen. Die Angeklagten wurden außerdem zu einer Zahlung in Höhe von 10 Mio. Euro an die italienischen Finanzbehörden verurteilt. Im Zusammenhang mit weiteren Vorwürfen der Steuerhinterziehung durch den Konzern Mediaset sprach ein Mailänder Gericht Agrama im Jahr 2014 frei, der ebenfalls angeklagte Pier Silvio Berlusconi erhielt zwei Jahre später eine 14-monatige Haftstrafe.

## Filmografie (Auswahl)
- 1959: Malish gherak (Schauspieler)
- 1965: El ainab el murr (Regie)
- 1968: Bazi-e eshgh (Produktion)
- 1971: Hexenkessel Kairo (Si puo fare molto con sette donne) (Regie, Drehbuch)
- 1972: L’amico del padrino (Produktion, Regie)
- 1976: Queen Gorilla (Queen Kong) (Drehbuch, Regie)
- 1981: Die Mumie des Pharao (Dawn of the Mummy) (Regie, Produktion, Drehbuch)
- 1993: Heidi (Produktion)